# Мартовка (Алтайский край)
Мартовка — село в Хабарском районе Алтайского края России. Административный центр Мартовского сельсовета.

## География
Село расположено в лесостепной зоне Западно-Сибирской равнины, на северо-востоке Приобского плато, к западу от региональной автодороги 01К-89.

### Уличная сеть
улицы: Ленина, Новосёлов, Первомайская, Садовая, Северная.

## История
Основано в 1920 году. 
В 1928 г. деревня Мартовская находилась в составе Мало-Павловского сельсовета Хабарского района Славгородского округа Сибирского края.

## Население
| 1997  | 1998  | 1999  | 2000  | 2001  | 2002  | 2003  | 2004  | 2005  | 2006  |
| ----- | ----- | ----- | ----- | ----- | ----- | ----- | ----- | ----- | ----- |
| 1267  | ↗1296 | ↗1309 | ↗1314 | ↘1301 | ↘1259 | ↘1215 | ↘1166 | ↘1151 | ↘1113 |
| 2007  | 2008  | 2009  | 2010  | 2011  | 2012  | 2013  |       |       |       |
| ↘1094 | ↘1067 | ↘1045 | ↘920  | ↘917  | ↘891  | ↘877  |       |       |       |

### Национальный и гендерный состав
В 1928 г. основное население — русские. 
Согласно результатам переписи 2002 года, в национальной структуре населения в  селе  Мартовка русские составляли 87 % из 1221  чел., из них  575 мужчин,  646 женщин.

## Инфраструктура
Личное подсобное хозяйство. 
В 1928 г. деревня Мартовская состояла из 90 хозяйств. 
МБОУ Мартовская СОШ. Администрация Мартовского сельсовета. Дом культуры

## Транспорт
Деревня доступна автотранспортом.  